# Supercoupe d'Autriche de basket-ball
La Supercoupe d'Autriche de basket-ball est une compétition annuelle de basket-ball créée en 2002, opposant le Championnat d'Autriche de basket-ball au vainqueur de la Coupe d'Autriche de basket-ball.

## Palmarès
Les vainqueurs de la compétition sont :
| Année | Champion d'Autriche  | Vainqueur de la Coupe d'Autriche | Score   |
| ----- | -------------------- | -------------------------------- | ------- |
| 2002  | Bulls Kapfenberg     | Mattersburg 49ers                | 87 - 71 |
| 2003  | Bulls Kapfenberg     | Swans Gmunden                    | 81 - 74 |
| 2004  | Bulls Kapfenberg     | Swans Gmunden                    | 50 - 85 |
| 2005  | Swans Gmunden        | Gunners Oberwart                 | 92 - 64 |
| 2006  | Swans Gmunden        | WBC Kraftwerk Wels               | 80 - 69 |
| 2007  | Swans Gmunden        | Bulls Kapfenberg                 | 82 - 71 |
| 2008  | Fürstenfeld Panthers | Swans Gmunden                    | 64 - 79 |
| 2009  | WBC Wels             | Fürstenfeld Panthers             | 68 - 77 |
| 2010  | Swans Gmunden        | Fürstenfeld Panthers             | 69 – 60 |
| 2011  | Swans Gmunden        | Fürstenfeld Panthers             | 82 – 61 |
| 2012  | Klosterneuburg Dukes | Swans Gmunden                    | 91 – 82 |
| 2013  | BC Vienne            | Klosterneuburg Dukes             | 76 – 78 |
| 2014  | Güssing Knights      | Bulls Kapfenberg                 | 76 – 77 |
| 2015  | Hallmann Vienna      | Güssing Knights                  | 77 – 65 |
| 2016  | Oberwart Gunners     | WBC Wels                         | 68 – 71 |
| 2017  | Bulls Kapfenberg     | Oberwart Gunners                 | 91 – 72 |
| 2018  | Bulls Kapfenberg     | Swans Gmunden                    | 81 – 68 |
| 2019  | Bulls Kapfenberg     | Swans Gmunden                    | 68 – 60 |
| 2021  | Swans Gmunden        | Oberwart Gunners                 | 82 – 61 |